# Дніпровські вежі
Житловий комплекс «Дніпровські Вежі» — недобудовані 35-поверхові хмарочоси в Києві (складаються з 6 веж). Будівництво триває з 1999 року.

## Історія будівництва
Земляні роботи над «Дніпровськими вежами» розпочали в 1999 році, коли ухвалили рішення про зведення найвищих житлових будинків у Києві.
Вже в грудні 2000 року, на замовлення Головного управління внутрішніх військ МВС України почали спорудження самих 35-поверхових веж, здача в експлуатацію планувалась на кінець 2002 року.
Перші два роки будівництво просувалося досить швидко — 3 поверхи за місяць. Над об'єктом працювало близько 1 200 будівельників.
Хмарочоси повинні були стати візитною карткою Києва, але в 2003 році будівництво було призупинено. Загальні витрати фінансування ГУВВ України становили 127 860 000 гривень  при 50% готовності об'єкта (гроші були виділені з держбюджету). 450 військовослужбовцям повинно було бути віддано 37 000 м² житлової площі. В будівництво проекту вклали кошти близько 300 інвесторів (загалом 90 000 000 гривень).
У 2005 році будівництво зовсім припинилось, будівельники покинули свої робочі місця через відсутність фінансування.
Функція замовника будівництва була передана концерну «Укріндустрія», який запросив як генпідрядника будівельну компанію «УкрАзіяБуд». У березні 2006 року, після того, як у «УкрАзіяБуд» почались фінансові труднощі, ГУВВ України передало функції забудовника ТОВ «Етьєн-вест», який уклав домовленісь генпідряду з ТОВ «Чиста вода М».

Дніпровські вежі у 2009 році.

З 2008 року субпідрядниками виступають «Алес-Буд», «Черкасизалізобетонбуд» і інші компанії, але будівництво усе одно просувається дуже повільно.
«Дніпровські Вежі» навіть потрапили в список будівель, які повинні були отримати матеріальну допомогу від Кабінету Міністрів на добудову, але в штабі Внутрішніх військ України сказали, що вони нічого не отримали. Близько 100 жителів довгобудів подали в суд на право визнати їхні власницькі права.
Міністерство регіонального розвитку та будівництва України відзначає, що для завершення будівництва комплексу необхідно близько 200 000 000 гривень.
У грудні 2010 року головний архітектор Києва Сергій Целовальник заявив, що у 2 з 6 багатоповерхівок неможливо буде запустити ліфти, оскільки будівлі вже зараз похилилися на 10 см.
Станом на 14 травня 2011 року будівництво веж повністю заморожено. Про відновлення будівельних робіт найближчим часом заявлено не було, тим часом безпечна експлуатація проведених комунікацій можлива орієнтовно до 2015 року.
На початку жовтня 2012 року Міністерство регіонального розвитку, будівництва та житлово-коммунального господарства заявило про намір, винести на розгляд уряду питання добудови комплексу.

## Цікаві факти
- 15 червня 2009 року Денис Колпаков здійснив бейс-джампінг-стрибок з однієї з «Дніпровських веж».[8]
- 23 травня 2011 року з 20 поверху висотки впала 20-річна дівчина. Лікарі не змогли врятувати її життя. [9]
- Станом на початок 2012 року територію охороняють двоє міліціонерів, а всі входи на сходові клітки заварені

## Характеристики
- Конструкція — монолітний залізобетон.
- Багатоступеневий підйом холодної і гарячої води.
- Автономне енергозабезпечення (на випадок раптового відключення енергопостачання автоматично вмикається струм будинкового дизель-генератора)
- Підземний автопаркінг на 400 місць для автомобіля кожної другої родини з можливістю в лічені секунди дістатися швидкісним ліфтом з гаражного приміщення до свого поверху.
- Наявність вертолітного майданчика на даху кожного з шести будинків.